# Huszár Károly (politikus)
Huszár Károly, született Schorn János Károly (Nußdorf am Attersee, 1882. szeptember 10. – Budapest, Józsefváros, 1941. október 27.) magyar politikus, miniszterelnök.

## Szakmai életútja
Schorn Károly és Eder Karolina fia. Iskoláit Ischlben és Szatmárnémetiben végezte, tanítói oklevelei szerzett, majd Bajnán volt tanító.  1902 és 1910 között a Néppárt, 1910-től 1919-ig a Népújság, 1912 és 1914 között a Képes Hírlap című lap felelős szerkesztője, 1926-ban a Kis Újság főszerkesztője. Munkatársa volt emellett az Uj Lapnak, az Alkotmánynak, az Igaz Szónak és még a Sport-Világnak is. Tagja volt a Pázmány Egyesületnek.

### Politikai tevékenysége

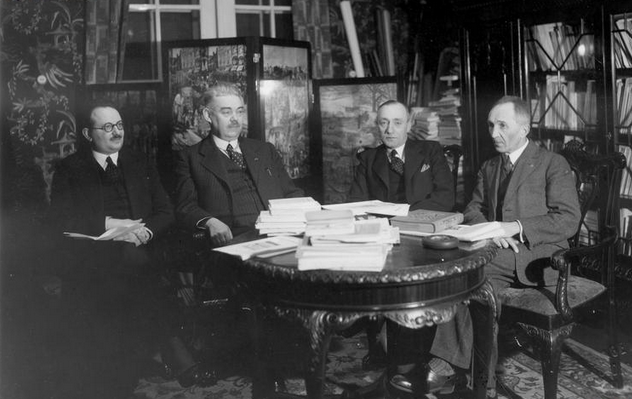
Huszár Károly (balról a második) 1935-ben, Krakkóban

A magyarországi keresztényszocialista mozgalom egyik elindítója volt, vidéki egyesületeiket szervezte. Központi szervező titkárként részt vett a Katolikus Népszövetség megalakításában. 1906-ban jelölték a szakcsi kerületben, de kétszáz szavazattal kisebbségben maradt a függetlenségi párt jelöltjével szemben. 1910-től 1918-ig néppárti programmal a sárvári kerület országgyűlési képviselője.
Az első világháború kitörésekor mint őrmester ment ki a frontra, Románia beavatkozásakor pedig az Erdélyben operáló német hadsereghez osztották be, amelynek politikai és hírszerzőosztályában fontos szolgálatot tett. A háborús országgyűlésen sűrűn szólalt fel szociális, népjóléti és katonai ügyekben. Jelentékeny szerepe volt azokban a tárgyalásokban, amelyek 1918 októberében a válságos politikai helyzet megoldása ügyében az ellenzéki pártok között folytak, ez ügyben a király is többször fogadta kihallgatáson.
Gróf Hadik János miniszterelnök egy nappal az őszirózsás forradalom kitörése előtt felajánlotta neki a vallás- és közoktatásügyi tárcát. A Károlyi-forradalom alatt nem vállalt semmiféle szerepet, a politikától teljesen visszavonult és újságírással, valamint a Katolikus Népszövetség ügyeivel foglalkozott. 1918 decemberében a Néppárt vezetésével alakult Országos Keresztényszociális Néppárttá.
A Tanácsköztársaság idején üldözték, állásából elbocsátották, és le is tartóztatták; családját zaklatták, többször házkutatást tartottak náluk, ő maga 5 hétig volt túsz a Gyűjtőfogházban. Ezután Bécsbe menekült, ahol aktív szervezőtevékenységet végzett, a keresztényszocialista Reichspostnál dolgozott.
A második és harmadik Friedrich-kormányban 1919. augusztus 15-től november 24-ig vallás- és közoktatásügyi miniszter volt. Az ő feladata volt a bolsevisták által teljesen felforgatott egyházi és iskolai állapotok helyreállítása, amit aránylag rövid idő alatt sikerült is végrehajtania. 1919 novemberében, amikor a szövetséges hatalmak Sir George Clerk-et küldték Budapestre, hogy itt igyekezzék a pártok közt megegyezést létrehozni egy olyan (koncentrációs) kormány alakítására, amelyben a társadalom minden osztálya és rétege képviselve van, a megtartott pártközi értekezleten Huszár Károly látszott a legalkalmasabbnak egy ilyen kormány alakítására. Ez alapon Sir George Clerk megbízta Huszár Károlyt a kabinetalakítással és kormányát, amelyben minden párt megbízottja helyet kapott, az antant nyomban elismerte és kijelentette, hogy ezt a kormányt meghívja a béketárgyalásokra. Huszár kormányának a választások kiírása, a választás alapján összeülő nemzetgyűlés alkotmányozó munkájának előkészítése és Magyarországnak a béketárgyalásokon való képviseltetése volt a feladata. Az ő miniszterelnöksége alatt történt Horthy Miklósnak Magyarország kormányzójává való megválasztása is. Ezek elvégzése után Huszár és kormánya benyújtotta lemondását, hogy átadja helyét olyan kormánynak, amely parlamentáris alapon a nemzetgyűlés többségi pártjaiból alakul meg.
A kommün bukása után alakult, kormánytámogató Keresztény Nemzeti Egyesülés Pártja (Huszár-Ernszt-párt) elnöke; a második nemzetgyűlés alelnöke. Kormánymegbízottként az USA-ban járt, kieszközölte a magyar hadifoglyok hazatérését Vlagyivosztokból.
Az első világháború következtében előállott nagy nyomor enyhítésére három akciót indított. Az első 145 milliót, a másik 16.5 milliót hozott a szegényeknek. Ezután országos mozgalmat indított a szegénysorsú magyar tehetségek megmentésére. Első évben 620 ösztöndíjat szerzett olyan kiváló magyar tanulóknak, akik enélkül kénytelenek lettek volna tanulmányaikat abbahagyni.
1928-ban az Országos Társadalombiztosító Intézet (OTI) elnökévé nevezték ki. Ekkor lemondott mandátumáról, mert hivatali állásánál fogva a felsőház tagjává vált. 1931 és 1934 között egyben a székesfővárosi törvényhatósági bizottság tagja. 1934-ben lemondatták az OTI-elnökségről és ezzel elvesztette felsőházi tagságát is. Bár a parlamenti politizálásban ezután már nem vett részt, az Actio Catholica alelnökeként (1932–1941) a közéletnek továbbra is tevékeny résztvevője maradt. Halálát szívbénulás, epehólyaglob és cukorbaj okozta.

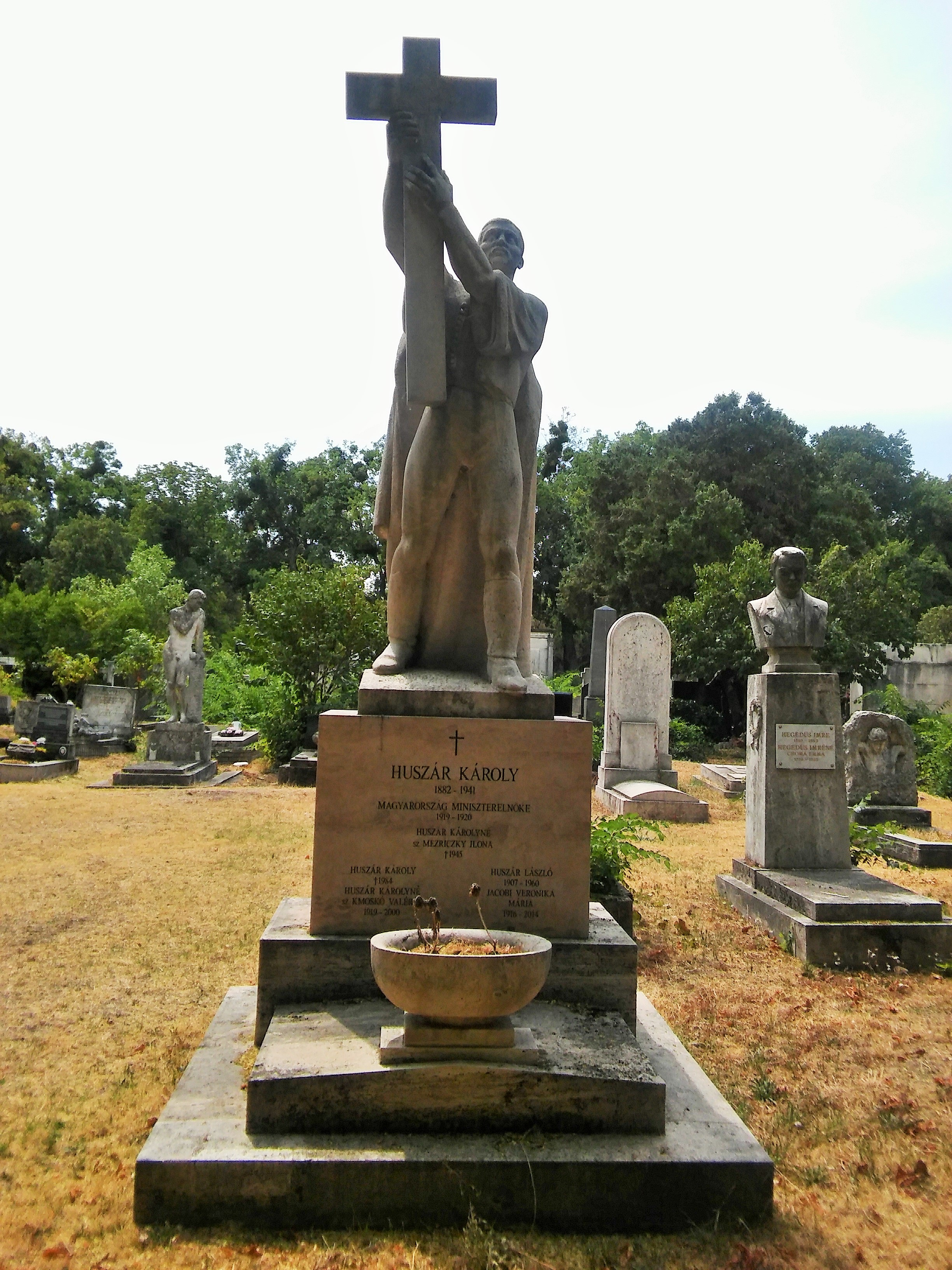
Sírja a Fiumei úti sírkertben (34-1-51). Alkotója Kisfaludi Strobl Zsigmond

Kitüntetése(i): Nagy Szent Gergely Rend Nagykeresztje, amelyet az 1930-as Szent Imre-év megszervezésében játszott szerepéért kapott.

## Művei
- Zsidó méreg. A Talmud népies ismertetése. Budapesten 1902. IX. 6
- Korunk sebe és a nyomor vámszedői. Budapest, 1903
- Szózat a ker. munkásokhoz. Liberalizmus, szociáldemokrácia, ker. szocializmus. Budapest, 1903
- Magyarország ipari munkásai. Szabadka, 1908
- A szabadkőművesség nemz. veszedelem. Budapest, 1911
- Adalék a titkos politikai pártok történetéhez. 5000 szabadkőműves névsora. Budapest, 1912
- A magyar nép hősei. Jellemző történetek a világháborúból. Budapest, 1915
- A mi kir. családunk. Budapest, 1918
- A felnőttek oktatásának jövő irányelvei. Budapest, 1919
- A proletárdiktatúra Magyarországon. Budapest, 1920
- A vörös rémuralom Magyarországon Berko, New York, 1920 https://ia800302.us.archive.org/28/items/vrsrmuralo00husz/vrsrmuralo00husz.pdf Hozzáférés: 2021.02.10
- Az égő Oroszország. Budapest, 1926
- Szent Imre album. A jubiláris ünnepségek képekben. Szerk. Budapest, 1930
- Szent Imre hg. Prohászka Ottokárral. Budapest, 1930 (Az Egységes Gyorsírás Könyvtára 30.)
- A Katolikus Akció szociális gondolatai : a világi apostolkodás vezérkönyve. Budapest, 1934
- Krisztus kopogtat a gyárak kapuján. Budapest, 1934 (Ébresztő írások 2.)
- Lehet-e még segíteni az emberiségen? (XI. Pius p. szociális útmutatása a „Quadragesimo anno”-ban) Budapest, 1934 (Ébresztő írások 3.)
- Mi történik Oroszországban? Budapest, 1934
- Magyarország és Lengyország. Szerk. Budapest, 1936
- Az Euch. Kongressz. csodálatos éjszakája. Budapest, 1938

| Elődje: Friedrich István | Magyarország miniszterelnöke 1919–1920 | Utódja: Simonyi-Semadam Sándor |